# Розгін демонстрації буддистів у Хюе

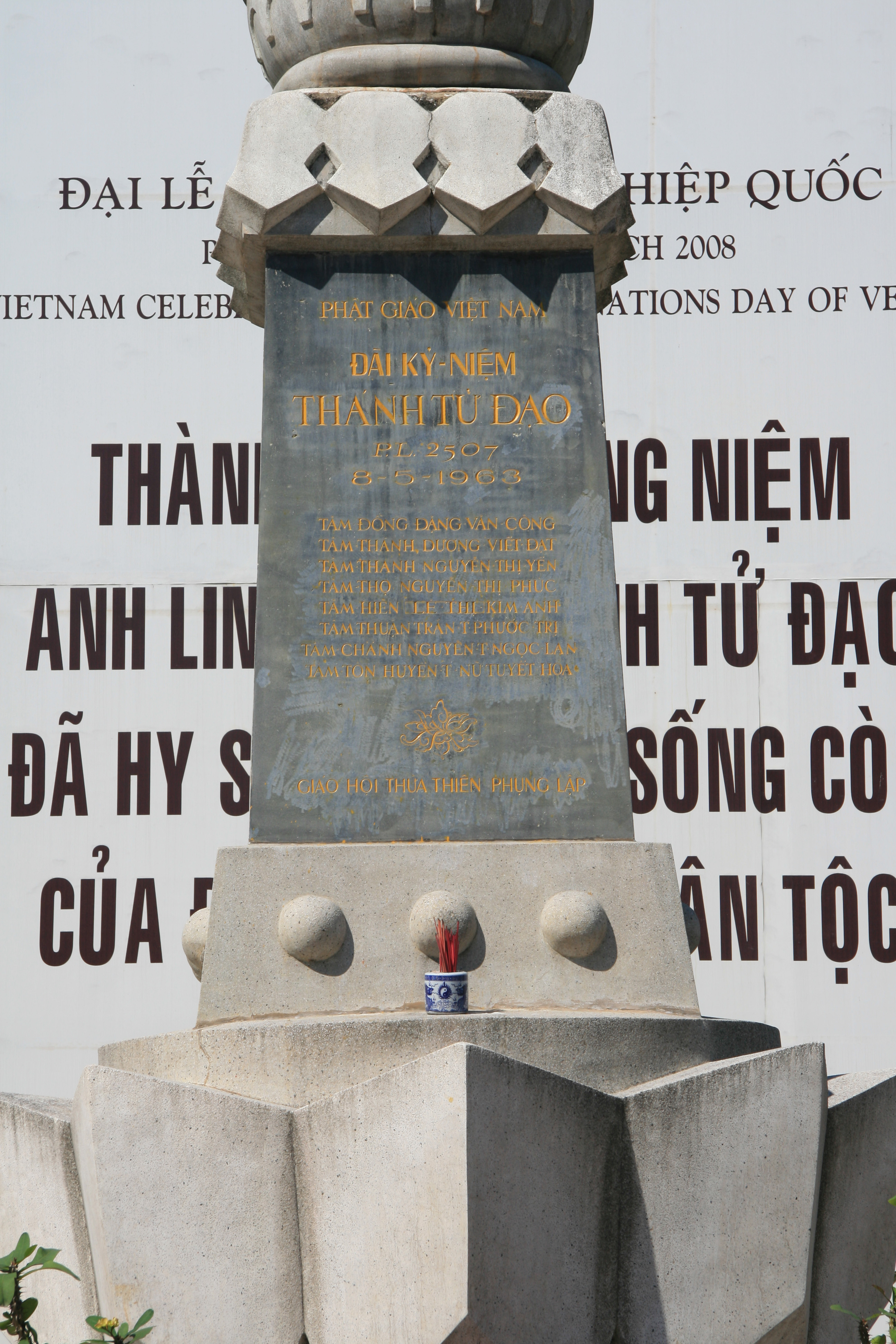
Меморіал буддистам, убитим під час демонстрацій під час Пхат Дана 1963 року в Хюе, В'єтнам.

Стрілянина в Хюе — це смерть дев’ятьох неозброєних цивільних буддистів 8 травня 1963 року в місті Хюе, Південний В’єтнам, від рук армії та сил безпеки уряду Нго Дінь Дьєма, римо-католика. Армія та поліція стріляли з зброї та запускали гранати в натовп буддистів, які протестували проти урядової заборони вивішувати буддійський прапор на фестивалі Весак, який вшановує народження Гаутами Будди. Діем заперечував відповідальність уряду за інцидент і звинуватив в'єтконг, що посилило невдоволення серед буддистської більшості.
Інцидент підштовхнув рух протесту буддистів проти релігійної дискримінації, яка, на їхню думку, була здійснена режимом Діема, відома як буддистська криза, і це призвело до широкомасштабної громадянської непокори серед південнов'єтнамців. Лідери армії здійснили державний переворот 1 листопада 1963 року після шести місяців напруги та зростання опозиції режиму; це призвело до арешту та вбивства Ngô Đinh Diệm 2 листопада 1963 року.

## Прелюдія
У країні, де згідно з дослідженнями релігійного складу більшість буддистів становить від 70 до 90 відсотків, політика непохитного католицького президента Нго Дінь Дьєма викликала заяви про релігійні упередження. Будучи членом католицької в’єтнамської меншини, історики вважають його таким, що проводив прокатолицьку політику, яка викликала ворожнечу у багатьох буддистів. Зокрема, вважалося, що уряд упереджено ставиться до католиків у державній службі та військових просуваннях, а також у розподілі землі, ділових послуг і податкових пільг.

Буддійський прапор.

Рідкозастосовуваний закон 1958 року, відомий як Декрет № 10, був застосований 7 травня 1963 року, щоб заборонити демонстрацію релігійних прапорів. Це заборонило вивішувати буддистські прапори на Phật Đản, день народження Гаутами Будди. Посадовою особою, яка подала заяву, був заступник начальника провінції, відповідальний за безпеку, майор Донг Сон, католик, якому було доручено підтримувати громадську безпеку та був командувачем гарнізону Хуа. Застосування закону викликало обурення серед буддистів напередодні найважливішого релігійного свята року, оскільки тижнем раніше католикам дозволили вивішувати прапори Ватикану на честь 25-ї річниці призначення брата Діама Тхака архієпископом Хуе. . Святкування були фінансовані режимом Діема через національний комітет, який попросив населення пожертвувати гроші на ювілей Thục. Буддисти скаржилися, що їх змусили віддати місячну зарплату, щоб оплатити святкування. Однак Діем застосував указ про прапор, тому що його дратували вшанування Thục. Незважаючи на це, влада Хюе зірвала тисячі буддистських прапорів, які вже були розгорнуті на будинках і пагодах під час підготовки до Phật Đản. Походження наказу про застосування закону щодо буддистів Хюе приписують Thục. Незважаючи на протести представника Сайгону в центральних провінціях, наказ було прийнято після консультацій із Сайгоном. Села в центральному регіоні масово переходили в католицтво, а священики мали особливий доступ до державних установ і коштів. Позначення буддизму як «асоціації» завадило йому придбати землю для будівництва пагод.

## Протест і стрілянина

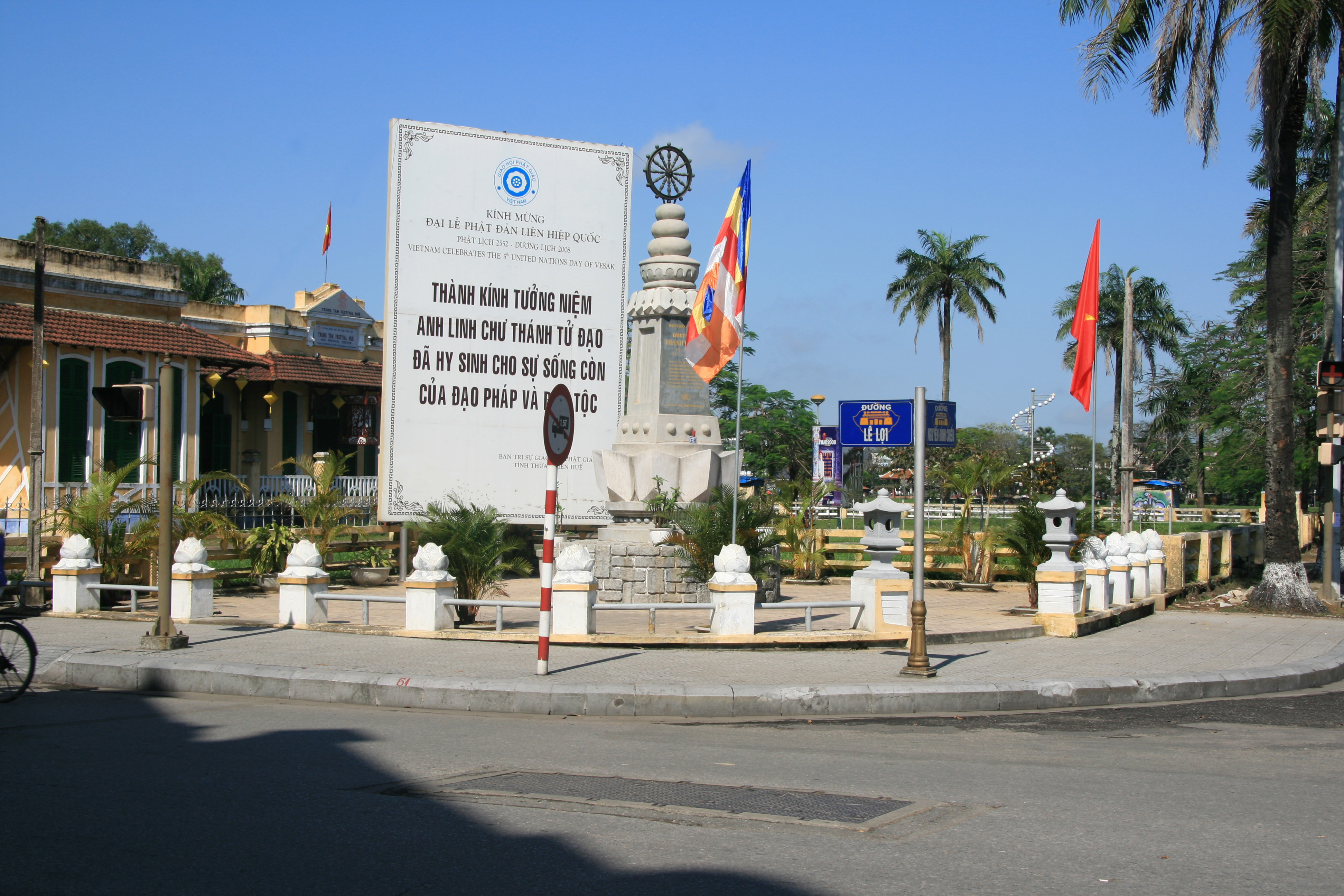
Пам'ятник розстріляним

На Phật Đản тисячі буддистів ігнорували заборону на вивішування прапора. Понад 500 людей пройшли маршем через річку Хионг, несучи знаки та плакати, збираючись біля пагоди Từ Đàm перед 3000-ю демонстрацією, яка закликала до релігійної рівності, що відбулася в центрі міста, коли урядові служби безпеки оточили територію бронетранспортерами та цивільні гвардійці. Знаки були в’єтнамською та англійською мовами, щоб передати повідомлення західним спостерігачам. Незважаючи на заборону релігійних прапорів, прапори Ватикану, вивішені на мосту з католицького святкування, ніколи не знімали. Провідний буддистський активіст монах Тіх Трі Куанг звернувся до натовпу і закликав їх повстати проти католицької дискримінації буддизму. Він закликав буддистів зібратися ввечері біля урядової радіостанції на мітинг. Напруга зростала протягом дня, коли демонстранти скандували та демонстрували антиурядові гасла, оскільки натовп зростав. Вони очікували почути ще одну промову від Thích Trí Quang, але урядова цензора зняла цю промову з трансляції. Для розгону невдоволеного натовпу були залучені ЗСУ. Після двох вибухів, які сколихнули землю, натовп подумав, що війська вдалися до використання бомб. Повідомляється, що майор Сай вистрілив у повітря, а його люди у відповідь запустили гранати в натовп, коли проти демонстрантів пустили пожежні шланги. Його війська стріляли прямо в натовп. У підсумку дев'ятеро загинули і четверо були важко поранені. Двоє загиблих, обидва діти, були розчавлені під бронетранспортерами. Деякі з дев'яти були понівечені та обезголовлені.

## Реакція уряду

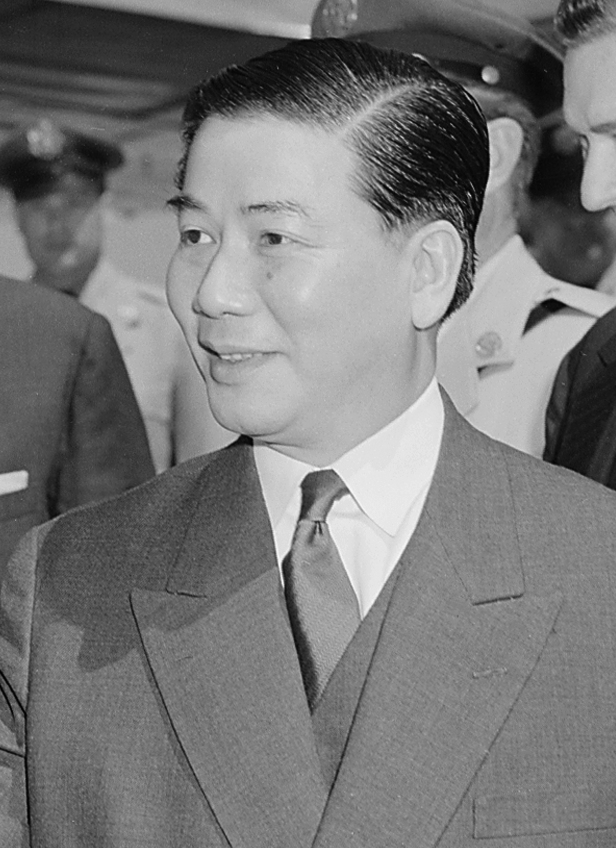
Ngô Đình Diệm

Діем та його уряд стверджували, що інцидент спричинив партизан В’єт Конг, який влаштував перший вибух, що спричинило тисняву. Спочатку він відмовився вживати будь-яких дисциплінарних заходів проти місцевої влади, стверджуючи, що вона діяла належним чином. Уряд стверджував, що використовувалися лише ударні гранати, а не смертоносні осколкові гранати. Сила вибуху поставила під сумнів те, чи мав Việt Cộng доступ до достатньо потужної вибухівки. Інша теорія того часу полягала в тому, що агент ЦРУ спричинив вибухи з метою розпалювання міжконфесійної напруги та дестабілізації режиму Діема. Свідчення очевидців про вогонь урядових військ по натовпу спростовують офіційну версію подій. Місцевий лікар дійшов висновку, що немає доказів того, що смертельні травми були нанесені пластиковою вибухівкою; згодом він був ув'язнений. Діем відмовився від його розповіді про інцидент і наказав поховати тіла жертв без розтину. Thích Trí Quang провів ніч, їздячи вулицями Huế з гучномовцем, звинувачуючи уряд у тому, що він стріляв у демонстрантів. Посол США Фредерік Нолтінг, відомий своєю політикою умиротворення Діема, намагався поширити відповідальність. Він стверджував, що відповідальність несуть усі сторони: демонстранти за (як він стверджував) спробу захопити радіостанцію, уряд за розгортання армії, яка згодом відкрила вогонь, а "агітатори" за кидання вибухівки. Коли пізніше уряд проігнорував його версію і відмовився покласти відповідальність, Нолтінг назвав його дії "об'єктивними, точними і справедливими".

## Суд
Після падіння режиму Діема в результаті державного перевороту 1 листопада 1963 року Донг Сонь зіткнувся з судом під керівництвом уряду Нгуєна Кхана . Деякі звинувачень полягали в тому, що люди Сая стріляли в натовп і роздавили жертв броньованими автомобілями, або що гранати були запущені за його наказом і спричинили смерть. Як повідомляється, Сі пізніше виявив, що архієпископ Ток особисто віддав йому наказ стріляти в буддистів, але відмовився свідчити проти Тхока, який на той час жив у вигнанні в Римі. Сай був засуджений до довічного ув'язнення і зобов'язаний відшкодувати збитки сім'ям жертв. Його адвокат стверджував, що суд не зміг встановити природу та джерело смертоносних вибухів. Міністр оборони, генерал Тран Тхіен Кхієм, католик, який допомагав Хану в його перевороті в січні 1964 року, пізніше заявив, що Хан сфальсифікував судовий процес, щоб заручитися підтримкою Куанга, і звільнив Сі з в'язниці; Згодом Сай емігрував до Сполучених Штатів. У 1970 році католицька газета «Hòa Bình», що базується в Сайгоні, опублікувала матеріал, у якому стверджувалося, що агенти ЦРУ використали нову секретну вибухівку, щоб розпалити проблеми режиму Діема, відносини якого зі Сполученими Штатами погіршувалися.